# Lilla Ängasjön
Lilla Ängasjön är en sjö i Lekebergs kommun i Närke och ingår i Göta älvs huvudavrinningsområde. Sjöns area är 0,002 kvadratkilometer och den är belägen 160 meter över havet.